# 5856 Peluk
5856 Peluk eller 1994 AL2 är en asteroid i huvudbältet som upptäcktes den 5 januari 1994 av de båda japanska astronomerna Seiji Ueda och Hiroshi Kaneda i Kushiro. Den är uppkallad efter musikern Peter-Lukas Graf.
Den tillhör asteroidgruppen Maria.